# Better Get to Livin'
"Better Get to Livin'" es el primer sencillo del álbum Backwoods Barbie de Dolly Parton, publicado el 28 de agosto de 2007. este fue el primer sencillo que grabó de la mano de su propio sello discográfico, Dolly Records. Es una optimista canción country/pop, la letra habla acerca de depositar la energía en cosas positivas, aquellas que no provoquen emociones negativas. La canción recibió críticas muy positivas y en la lista de canciones country ocupó la posición número 48.